# Pag (ville)
Pour l'île, voir Pag.
Pag est une ville et une municipalité située sur l'île de Pag, dans le comitat de Zadar, en Croatie. Au recensement de 2001, la municipalité comptait 4 350 habitants, dont 96,32 % de Croates et la ville seule comptait 2 701 habitants.

## Histoire
La ville médiévale de Pag a émergé près des marais salants à près de 3 kilomètres au sud de l'endroit actuel. Selon les documents historiques, le nom PAG a été mentionné pour la première fois au Xe siècle. En 976, le roi croate Stjepan Držislav a soustrait Pag à l'autorité de l'Empire byzantin. Il nomme dès lors un préfet de zone croate en tant qu'administrateur de la ville.
En 1244 le roi Hongro-Croate Béla IV, accorde à Pag le statut de ville royale libre. Après la rébellion contre Zadar, Pag obtient une autonomie partielle, et Ludovic I reconnut sa pleine autonomie en 1376 comme pour toutes les villes Dalmate. Lors des batailles contre Zadar de 1394 Pag a souffert de défaites et de dévastation. C'est pourquoi les habitants ont quitté la ville médiévale pour s'installer à l'emplacement actuel de la ville.
En 1409, le Roi Ladislav vend sa part de la Dalmatie, Pag inclus, à Venise et condamne ainsi Pag à un siècle d'influence vénitienne. En 1433 Pag reçoit le statut de ville.
Au milieu du XVe siècle, menacés par l'Empire ottoman, les habitants de Pag décident de construire une nouvelle ville. Les travaux de construction ont commencé sur l'endroit actuel de la ville, le 18 mai 1443. Les plans de la nouvelle ville ont été développés à Venise en respectant les principes de l'architecture et de l'urbanisme de l'époque. Georges le Dalmate, un grand architecte et sculpteur a participé à l'élaboration du plan.
Vers la fin du XIXe et le début du XXe, la ville de Pag compte environ 4 700 habitants. Les années suivantes, et spécialement en 1905, en raison de l'apparition d'un champignon, qui décime les vignes, la population de la ville commence à diminuer. Beaucoup d'habitants émigrent, la plupart du temps vers les États-Unis, le Canada et l'Australie.
Pendant la Seconde Guerre mondiale, un camp de concentration a été établi sur l'île du PAG par le régime marionnette croate de Ustaše. Il a été occupé par environ 8 500 personnes : 4 500 Serbes, 2 500 juifs, et 1 500 communistes. Quand l'Ustaše apprit en 1941 que l'île de Pag devait être transférée sous contrôle italien, il fit exécuter tous les prisonniers.
Une autre vague de dépopulation de la ville et de l'île Pag eut lieu à la fin de la seconde guerre mondiale. Durant cette période, la noblesse cessa complètement d'exister. Pendant la Guerre en Croatie en 1991, le seul lien entre la Croatie méridionale et nordique était l'île de Pag, grâce au pont qui la relie au continent au sud et à la ligne de bac au nord de l'île.

## Culture
- Danses traditionnelles

## Économie
Traditionnellement, le bétail, les moutons, l'extraction du sel, la pêche et l'agriculture ont été la base de l'économie sur l'île tout au long des siècles.
Ces activités traditionnelles ont été maintenues jusqu'à aujourd'hui. Maintenant, il persiste quelque 40 000 moutons sur l'île, avec lequel on fait du fromage (une des activités principales de l'île) nommé Paški sir.
En outre, environ 33 000 tonnes de sel sont produites annuellement, faisant 2/3 de toute la production en Croatie. Les bassins de sel sont répartis sur 3,01 km².
L'activité économique la plus importante est le tourisme. Le tourisme sur l'île du Pag a explosé dans les dernières décennies. Une grande plage publique correctement entretenue et particulièrement appropriée aux familles avec des enfants, se trouve non loin du centre de la ville.

## Localités
Outre la ville de Pag, la municipalité compte 10 autres localités :
| - Bošana - Dinjiška - Gorica - Košljun - Miškovići | - Smokvica - Stara Vas - Šimuni - Vlašići - Vrčići |